# Psilota femoralis
Psilota femoralis är en tvåvingeart som beskrevs av Ignaz Rudolph Schiner 1868. Psilota femoralis ingår i släktet sotblomflugor, och familjen blomflugor. Inga underarter finns listade i Catalogue of Life.